# Elbasan tava
L'Elbasan tava és un estofat de carn de xai a la cuina turca. Elbasan tava significa "paella d'Elbasan" en turc, i té el seu origen a Albània, on la recepta local d'aquest plat és coneguda com a tavë kosi. Aquest plat va entrar a la cuina de Turquia en els temps de l'Imperi Otomà. Els ingredients bàsics d'Elbasan tava a l'estil turc són la carn, cebes, iogurt, mantega, fulles de llorer, suc de llimona i ous.